# Amelia, Umbrien
Amelia är en kommun i provinsen Terni, i regionen Umbrien i Italien. Kommunen hade 11 819 invånare (2018) och gränsar till kommunerna Alviano, Attigliano, Avigliano Umbro, Giove, Guardea, Lugnano in Teverina, Montecastrilli, Narni, Orte samt Penna in Teverina.
Under antiken kallades staden Ameria på latin, och Amer på umbriska.